# Matkó

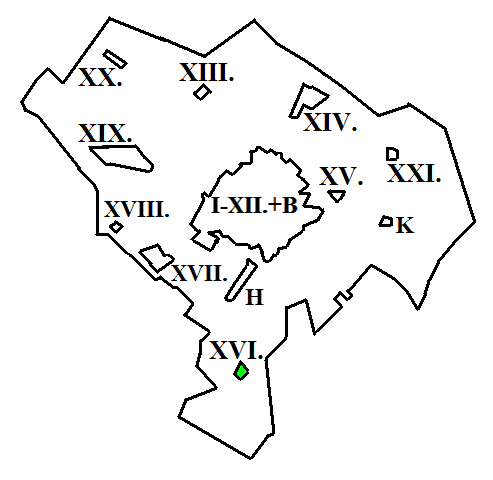
Elhelyezkedése Kecskeméten belül

Matkó, más néven Matkópuszta, Kecskemét egyik külső városrésze, a kerületek beosztása szerint a XVI. kerület. Mindössze néhány utca alkotja a városrészt, környezete tanyasias jellegű. 1952-től 1989-ig Helvécia része volt, ekkor lakói kérésére visszacsatolták Kecskeméthez.

## Megközelítése
Kecskemét városközpontjától 10 km-re délre fekszik, az 54-es főúttól egy számozatlan, önkormányzati fenntartású bekötőúton közelíthető meg. A helyi diákok számára iskolabuszt működtetett a DAKK Zrt.
2022. decemberi állapotok szerint a KeKo a városrészbe a 32-es autóbuszt közlekedteti, mely azonban csupán a reggeli órákban, illetve tanítási időszakok munkanapján egy kora délutáni járattal közlekedik. Ezen az időszakon kívül a városrész a Volánbusz 5218 (Kalocsa), 5219 (Baja), 5220 (Orgovány), 5221 (Kiskunhalas) ill. 5222. (Bugac) számú, Matkóra betérő járataival közelíthető meg.

## Nevezetességei
A városrész mezőgazdasági jellegű, többek között a helyi kajszibarack-ültetvények is hozzájárulnak kecskeméti barackpálinka előállításához. Matkó másik nevezetessége a Matkópusztai repülőtér a helyi nagygyepen. A település leghíresebb lakója Polyák Ferenc, a Népművészet Mestere, Katona József-díjas fafaragó.
2016. április 11-én Matkópusztáról szállt fel a Magnus Aircraft eFusion típusu elektromos hajtású repülőgépe. A motort a Siemens gyártotta. Ez a világ első elektromos hajtású repülőgép felszállása volt.

## Politika
A városrész más külső területekkel együtt alkotja Kecskemét 12. számú választókörzetét (a 2010-es átszervezés óta), képviselője a 2010-es önkormányzati választások óta a Fidesz színeiben indult indult Sipos László. Matkó Kadafalvával együtt részönkormányzatot alkot.